# البطة العرجاء
البطة العرجاء (بالإنجليزية: Lame duck)‏ هو اصطلاح سياسي أميركي يطلق على الرئيس في حال فقد الاغلبية المؤيدة له في مجلس الشيوخ، حيث ان جميع قراراته تصبح رهنا" للتوافقات في المجلس، ويحدث هذا عادة بعد انتخابات التجديد النصفي للمجلس حيث يفقد حزب الرئيس الاغلبية في المجلس اذا كانت قرارات الرئس غير مرضية للناخبين ( البطة العرجاء). وقد أطلقت هذه التسمية على سيد البيت الأبيض لأن الرؤساء الأميركيين في آخر فترات مأموريتهم الرئاسية المحددة بأربع سنوات، والقابلة للتجديد انتخابياً مرة واحدة فقط، عادة ما يفتقرون إلى الدعم السياسي المطلوب لتمرير السياسات وتقدم بمشاريع مهمة جديدة. وأخذ هذا المصطلح من البورصة البريطانية الذي يشير إلى الإفلاس.